# Agrostis lindeniana
Agrostis lindeniana é uma espécie de gramínea do gênero Agrostis, pertencente à família Poaceae.